# Бретвиль-л’Оргейёз
Бретви́ль-л’Оргейёз (фр. Bretteville-l’Orgueilleuse) — коммуна во Франции, находится в регионе Нижняя Нормандия. Департамент коммуны — Кальвадос. Входит в состав кантона Тийи-сюр-Сёль. Округ коммуны — Кан.
Код INSEE коммуны — 14098.

## Население
Население коммуны на 2010 год составляло 2357 человек.
| 1962 | 1968 | 1975 | 1982 | 1990 | 1999 | 2010 |
| ---- | ---- | ---- | ---- | ---- | ---- | ---- |
| 761  | 797  | 1009 | 1287 | 2177 | 2389 | 2357 |

## Экономика
В 2010 году среди 1567 человек трудоспособного возраста (15—64 лет) 1230 были экономически активными, 337 — неактивными (показатель активности — 78,5 %, в 1999 году было 75,0 %). Из 1230 активных жителей работали 1155 человек (593 мужчины и 562 женщины), безработных было 75 (38 мужчин и 37 женщин). Среди 337 неактивных 145 человек были учениками или студентами, 142 — пенсионерами, 50 были неактивными по другим причинам.